# Теорија доколичарске класе
Теорија доколичарске класе: Економска студија институција (1899), Торстена Веблена, је расправа о економији и детаљна друштвена критика упадљиве потрошње, као функције друштвене класе и конзумеризма, изведена из социјалне стратификације људи и поделе рада, које су друштвене институције феудалног периода (5 – 9. век) које су се наставиле до модерне ере .
Веблен тврди да су савремени господари племићких имања, бизнисмени који посједују средства за производњу, упослили себе у економски непродуктивним праксама упадљиве потрошње и изражене доколице, које су бескорисне активности које не доприносе нити економији нити материјалној производњи корисних добара и услуга потребних за функционисање друштва, док су средња класа и радничка класа те које су корисно укључене у индустријализована, продуктивнија занимања која подржавају читаво друштво.
Спроведена крајем 19. века, Вебленова социо-економска анализа пословних циклуса и резултујуће ценовне политике америчке економије, као и настајуће поделе рада, потехнократским специјалностима - научник, инжењер, технолог и др. - показала су се као тачна социолошка предвиђања економске структуре индустријског друштва.

## Позадина
Теорија доколичарсске класе: Економска студија институција (1899) представља еволуцијски развој људских институција (социјалних и економских) које обликују друштво, као на пример начин на који грађани зарађују за живот, а где су технологија и индустријске уметности креативне снаге економске производње. Објашнјава да таква производња добара и услуга није била само средство задовољавања материјалних потреба друштва, већ и зараде власника средстава за производњу. Такође говори да је индустријски производни систем захтевао да радници (мушкарци и жене) буду марљиви, ефикасни и кооперативни, док су се власници (привредници и привреднице) бринули о зарађивању новца и јавном приказивању свог нагомиланог богатства; и да су таква понашања ( упадљива потрошња и очигледна доколица ) преживела из предаторске, варварске прошлости племенске фазе модерног друштва.
Социологија и економија коју примјењује Веблен показују динамичан, интелектуални утицај Чарлса Дарвина, Карла Маркса, Адама Смита и Херберта Спенсера ; његове теорије социо-економије наглашавају еволуцију и развој, као карактеристику људских институција. Зато је Веблен критиковао савремене економске теорије 19. века као интелектуално статичне и хедонистичке, и рекао да економисти треба да узму у обзир како се људи понашају, друштвено и културно, уместо да се ослањају на апстрактне теоријске дедукције приликом објашњавања економског понашања друштва . Док неокласична економија дефинише људе као рационалне субјекте који траже корисност и максимално задовољство од својих економских активности, Веблен је људе доживљавао као ирационалне, економске субјекте који теже друштвеном статусу и престижу својственом месту у друштву (класни и економски слој) с врло мало обзира за своју срећу. Та упадљива потрошња није представљала друштвени напредак, јер је амерички економски развој био под неоправданим утицајем статичке економије британске аристократије; стога је упадљива потрошња била неамеричка активност супротна динамичној култури индивидуализма у земљи.
Изворно објављена као Теорија доколичарске класе: Економска студија у еволуцији институција (1899), ова књига је настала из три чланка које је Веблен објавио у Америчком социолошком журналу : (1.) „Почетак власништва“, (2.) “Варварски статус жена” и (3.) “Инстинкт израде и досада рада” (1898–99), који су представили главне теме економије и социологије које је касније развио у делима као што су: Теорија пословног предузећа (1904), која говори о неспојивости тежње за профитом и стварањем корисних добара; као и Инстинкт израде и стање индустријских уметности (1914), у ком пише о фундаменталном конфликту између људске предиспозиције за корисну производњу и друштвених институција које троше корисне производе људског напора.
Штавише, Теорија доколичарске класе је друштвено-економска расправа која је резултат Вебленовог посматрања Сједињених Америчких Држава као друштва економских и друштвених институција које се брзо развијају. Критичарима његове репортаже о социологији и економији САД као потрошачког друштва, посебно се не допада сатирични тон његовог књижевног стила, и кажу да је Вебленова културолошка перспектива била под лошим утицајем његовог детињства у норвешко-америчкој заједници, коју чине практични, штедљиви и утилитарни људи који су претрпели антимигрантске предрасуде у току интеграције у америчко друштво.

## Теза
Стратификовано друштво
Крајем 19. века, Теорија доколичарске класе: Економска студија у еволуцији институција (1899) утврдила је да се економски живот модерног друштва заснива на друштвеној стратификацији племенских од феудалних друштава, а не по заслугама, или по социјалној и економској користи. Антрополошки примери Торстена Веблена показују да многа економска понашања савременог друштва произлазе из сродног понашања племенског друштва, где су мушкарци и жене практиковали поделу рада према својој статусној групи ; Људи високог статуса бавили су се ловом и ратовањем, што су економски непродуктивна занимања, док су људи са ниским статусом практиковали пољопривреду и производњу, што су економски продуктивна занимања.
(1) Занимање
У слојевитом друштву, подела рада својствена варварској култури освајања, доминације и експлоатације имала је радно напорна занимања за освојене људе, и лака радна занимања за освајаче, који су тако постали доколичарска класа . Штавише, било је друштвено неважно то што су су ниско-статусна, продуктивна занимања (мислилац, кројач, свећар) имала већу економску вредност за друштво него што су то имала високо-статусна, непродуктивна занимања (професија оружја, свештенство, банкарство, итд.); ипак, због социјалне кохезије, доколичарска класа је повремено обављала продуктиван рад који доприноси функционисању друштва, али је тај рад био више симболично учешће у економији, него практична економска производња.
(2) Економска корисност
У вршењу политичке контроле, доколичарска класа је задржала свој висок друштвени статус директном и индиректном принудом, сачувавши за себе професију оружја, и тако ускративши оружје и војне вештине нижим друштвеним слојевима. Таква подела рада (економска корисност) учинила је ниже класе зависним од доколичарске класе и тако се успоставила, оправдала и одржала улога доколичарске класе као бранитеља друштва од природних и натприродних непријатеља, јер је свештенство такође припадало доколичарској класи.
У том догађају, савремено друштво није психолошки заменило племенску поделу рада, већ је само развило различите облике наведене поделе рада по статусу. Током средњовековног периода (5.-15. век) само су племићи који су поседовали земљу имали право да лове и носе оружје као војници; статус и приход били су паралелни. Слично тако, у савременом друштву, вештим радницима из радничке класе обично се плаћао приход који је инфериорнији у односу на плате које су добијали образовани стручњаци (као инжењери, менаџери, трговци, кадровски службеници, итд) чији је економски значај индиректно продуктиван за цело друштво; приходи и статус су паралелни.
(3) Новчана имитација
Да би постигли и задржали већи друштвени статус у оквиру своје друштвене класе, људи са ниским статусом опонашају уважаване, високо-статусне чланове своје друштвено-економске класе, тако што конзумирају прескупе марке робе и услуга које се перципирају као бољег квалитета, дакле вишег друштвеног статуса. У тежњи ка већем друштвеном статусу, људи купују производе високог статуса (робу и услуге) које не могу приуштити, упркос приступачности производа који се доживљавају као лошијег квалитета и мањег друштвеног престижа, а тиме и ниже друштвене класе. У потрошачком друштву, бизнисмен је био најновији члан доколичарске класе, варварин који је користио своју снагу (пословну способност) и компетитивне вештине (маркетинг) за повећање профита, манипулишући понуде и потражње међу друштвеним класама и њиховим слојевима, за исте производе по различитим ценама.
Савремене праксе варварско-племенског конзумеризма

- Потчињавање жена : Будући да су жене биле ратни плен који су варвари заробили, у савременом друштву, незапослена домаћица је економски трофеј који сведочи о друштвено-економској снази мушкарца. Тиме што има жену без самосталног економског живота (професија, занат, посао), мушкарац може свој статус незапосленог приказати као облик своје видне доколице и као предмет његове упадљиве потрошње .
- Популарност спорта : У случају америчког фудбала, бављење спортом је друштвено и психолошки повољно за кохезију заједнице; ипак, сам по себи, спорт је економски споредан ефекат очигледне доколице који троши материјалне ресурсе.
- Побожни обреди : Организована религија је врста упадљиве доколице (протраћеног времена) и упадљиве потрошње (потрошених ресурса); то је друштвена активност без економских последица, јер црква је непродуктивна употреба земљишта и ресурса, а свештенство (мушкарци и жене) раде непродуктивни посао.
- Социјалне формалности : У савременом друштву, друштвени манири су остаци барбарске формалне, друштвене праксе "одавања поштовања" друштвено снажним појединцима. Сама по себи, етикета има малу вредност (практичну или економску), али је много културно важна у идентификацији, успостављању и спровођењу разлике у месту (друштвеном слоју) у оквиру друштвене класе; тако пракса "Поздрав главару!" поставља свакога на своје место.

## Тематски преглед
Друштвено-уочљива економска понашања
Крајем 19. века, кроз ову књигу, Торстен Веблен је увео, описао и објаснио појмове „уочљиве потрошње“ и „упадљиве доколице“ новој академској дисциплини социологије . Упадљива потрошња је примена новца и материјалних ресурса на исказивање вишег друштвеног статуса (нпр. сребрни прибор за јело, одећа израђена по мери, превелика кућа); а упадљива доколица је примена дужег времена на трагање за задовољством (физичким и интелектуалним), као што је спорт и ликовна уметност. Стога, такве физичке и интелектуалне активности показују слободу богатог мушкарца и жене да не морају да раде економски продуктивна занимања.

Штавише, од упадљиве потрошње неопходне, корисне робе (храна, склониште, одећа, итд.) која задовољава захтеве физичког преживљавања, појавила се и упадљива потрошња " вебленске робе ", која, како је дефинисано новчаним канонима укуса доколичанске класе, су потрошна добра која се вреднују јер су скупа за производњу, продају и куповину; власништво над вебленским производима одише супериорни социо-економски статус, било класе, стратума, или обоје. 
Да човек добио и задржао поштовање, није довољно само да поседује богатство или моћ. Богатство и моћ се морају доказати, јер се поштовање додјељује само на основу доказа.— Thorstein Veblen, The Theory of the Leisure Class (1934 ed.), p. 36.
Теза Теорије доколичарске класе кроз својих четрнаест поглавља
- 1. поглавље: Уводно

Модерно индустријско друштво се развило из барбарског племенског друштва, које је имало доколичарску класу коју су издржавале подређене радничке класе запосление у економски продуктивним занимањима. Доколичараска класа састоји се од људи који су ослобођени од мануелног рада и обављања економски продуктивних занимања, јер припадају доколичарској класи.
- 2. поглавље: Имовинска емулација

"Појава доколичарске класе подудара се са почетком власништва", у почетку засновано на браку као облику власништва - над женама и њиховом имовином - као доказ јунаштва. Као таква, материјална потрошња доколичарске класе нема много везе са комфором или опстанком, већ има везе са друштвеним поштовањем од стране заједнице, а тиме и са самопоштовањем .
- 3. поглавље: Упадљива доколица

Међу нижим друштвеним класама, углед човека као марљивог, ефикасног и продуктивног радника је највиши облик новчане емулације доколичарској класи који му је доступан у друштву. Са друге стране, међу друштвеним слојевима доколичарске класе, физички рад се сматра знаком друштвене и економске слабости; одатле се објашњава да су друштвене карактеристике доколичарске класе "изузетак корсне запослености" и да је пракса упадљиве доколице "непродуктивна утрошња времена".
- 4. поглавље: Упадљива потрошња

Теоретски, конзумација луксузних производа (роба и услуга) ограничена је на доколичарску класу, јер радничке класе имају друге, важније ствари и активности на које троше своје ограничене приходе, своје плате. Ипак, то није тако у пракси, јер ниже класе конзумриају скупа алкохолна пића и наркотике. При томе ниже класе настоје да опонашају стандарде живота доколичарске класе, јер су то људи "на врху друштвене структуре по питању угледа". У тој имитацији доколичарске класе, друштвени манири су резултат непродуктивне потрошње времена виших друштвених класа; дакле, друштвена корисност уочљиве потрошње и упадљиве доколице лежи у њиховом трошењу времена и ресурса.
- 4. поглавље: Материјални стандард живота

У друштву индустријализоване производње (роба и услуга), уобичајена потрошња производа успоставља животни стандард особе; стога је теже живети без производа него стално додавати производе свом начину живота. Штавише, када се постигне само-очување (храна и склониште), "потребе упадљивог отпада" одређују економска и индустријска побољшања у друштву.
- 6. поглавље: Новчани канони укуса

За доколичарску класу, материјални објекат постаје производ упадљиве потрошње када се интегрише у “канон почасног отпада”, тако што се сматра или лепим или вредним поседовања самим по себи. Последично, за ниже класе поседовање таквог објекта постаје вежба у новчаном опонашању доколичарске класе. Због тога је објекат уметности од племенитог метала и драгог камења више популаран него што је предмет уметности направљен од једнако лепих, али мање скупих материјала, јер се висока цена може прерушити у лепоту која изазива осећај друштвеног престижа власника-потрошача.
- 7. поглавље: Облачење као израз материјалне културе

У потрошачком друштву, функција одеће је да дефинише носиоца као особу која припада одређеној друштвеној класи, а не ради заштите од околине. Одећа такође указује да животна примања носиоца не зависе од економски продуктивног рада, као што су пољопривреда и производња, активности које захтевај заштитну одећу. Штавише, симболичка функција одеће указује да носилац припада доколичарској класи и може да приушти да купује нову гардеробу како се мода мења.
- 8. поглавље: Индустријско изузеће и конзервативизам

Друштво се развија кроз успостављање институција (социјалних, владиних, економских, итд.) које су модификоване само у складу са идејама из прошлости, како би се одржала друштвена стабилност. Политички гледано, доколичарска класа одржава своју друштвену доминацију задржавајући застареле аспекте политичке економије, као и противљењем социо-економском прогресивизму до те мере да политички конзервативизам и политичку реакцију сматрају почасним одликама доколичарске класе.
- 9. поглавље: Очување архаичних особина

Постојање доколичарске класе утиче на понашање појединаца, путем друштвених амбиција. Да би се уздигла у друштву, особа из ниже класе емулира карактеристике жељене више класе; он или она преузимају навике економске потрошње и друштвених ставова (архаичне особине понашања у говору, облачењу и понашању). У потрази за друштвеним напретком, и пратећи друштвени престиж, мушкарац и жена који су се отарасили скрупула и искрености лакше ће се уздигнути до неког стратума доколичарске класе.
- 10. поглавље: Модерна преживљавања јунаштва

Као власници средстава за производњу, доколичарска класа има користи од, али не ради у индустријској заједници и материјално не доприноси заједничком добру (благостању јавности), али конзумира робу и услуге које производи радничка класа. Као такав, индивидуални успех особе (социјални и економски) произлази из њене лукавости и окрутности, што су карактерне особине које негује новчана култура потрошачког друштва.
- 11. поглавље: Веровање у срећу

Веровање у концепт "среће" ( Фортуна) је један од разлога зашто се људи коцкају; исто тако постоји веровање да је срећа део постизања друштвено-економског успеха, а не да су то друштвене везе које произлазе из друштвене класе и друштвеног слоја особе. Унутар друштвених слојева доколичарске класе, вера у срећу је већа када је у питању спорт (у ком физичка вештина није битна) због личног поноса и праћења друштвеног престижа; отуда је коцкање приказ упадљиве потрошње и видне доколице. Ипак, коцкање (вера у срећу) је друштвена пракса заједничка свакој друштвеној класи.
- 12. поглавље: Побожни ритуали

Постојање, функција и упражњавање религије у друштвено раслојеном друштву је облик апстрактне упадљиве потрошње за и међу члановима заједнице те особе, преставља посвећеност систему вредности који оправдава постојање његове или њене друштвене класе. Као такви, присуствовање црквеним службама, учествовање у верским обредима и плаћање десетка су облик упадљиве доколице.
- 13. поглавље: Преживљавање незлонамерног интереса

Свештенство и жене које су чланице доколиачарске, класе функционишу као објекти намесничке доколице, тако да је морално немогуће за њих да раде и продуктивно доприносе друштву. Као такво, одржавање високе друштвене класе важније је за жену доколичарске класе, него за мушкарца доколичарске класе. Жене су, према томе, највећи показатељи социо-економског положаја мушкарца у његовој заједници. У потрошачком друштву, како жена троши своје време и на које активности, указује на друштвени положај њеног мужа, породице и њену друштвену класу.
- 14. поглавље: Више образовање као израз материјалне културе

Образовање (академско, техничко, верско) је облик видљиве доколице јер не доприноси директно економији друштва. Дакле, високо-статусни, церемонијални симболи формалног образовања као што су одоре и академске капе које добијају академски грађани образовани о апстрактним предметима (наука, математика, филозофија итд.) се веома поштују, док сертификати и ниско-статусни церемонијални симболи праткичног образовања (технологија, мануфактура итд) нису у тој мери цењени јер је савремени универзитет инстутуција доколичарске класе.

## Литерарни стил
У књизи Теорија доколичарског друштва: Еконмска студија институција (1899), Торстен Веблен је користио идиосинкратски и сатирички језик како би представио конзумеристичка правила модерног америчког друштва; о непрактичности етикете, као видној доколици, Веблен је рекао да:
A better illustration [of conspicuous leisure], or at least a more unmistakable one, is afforded by a certain King of France who was said to have lost his life in the observance of good form. In the absence of the functionary whose office it was to shift his master's seat, the King sat uncomplaining before the fire, and suffered his royal person to be toasted beyond recovery. But, in so doing, he saved his Most Christian Majesty from menial contamination.— Thorstein Veblen, The Theory of the Leisure Class, p. 33
Насупрот томе, Веблен је користио објективан приступ у Теорији пословног предузећа (1904), у којој анализира пословно-циклична понашања предузетника; ипак за увод у Теорију доколичарског друштва издања из 1967. године, економиста Роберт Лекацман рекао је да је Торстен Веблен био мизантроп и да:
As a child, Veblen was a notorious tease, and an inveterate inventor of malicious nicknames. As an adult, Veblen developed this aptitude into the abusive category and the cutting analogy. In this volume [The Theory of the Leisure Class] the most striking categories are four in number: [i] Conspicuous Consumption, [ii] Vicarious Consumption, [iii] Conspicuous Leisure, and [iv] Conspicuous Waste. It is amazing what a very large proportion of social activity, higher education, devout observance, and upper-class consumer goods seemed to fit snugly into one, or another, of these classifications.— Robert Lekachman, Introduction to The Theory of the Leisure Class (1967 ed.)